# Listă de premii și nominalizări ale lui Bruno Mars

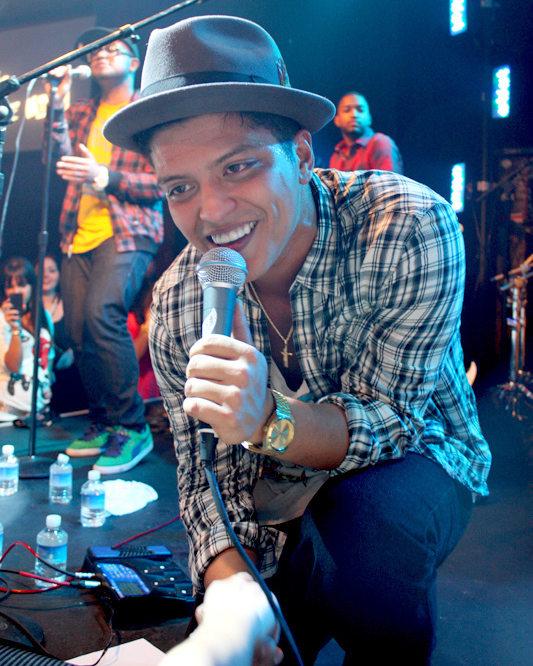
Bruno Mars.

Peter Gene Hernandez (n. 8 octombrie 1985), cunoscut sub numele de scenă Bruno Mars este un cântăreț, compozitor și producător muzical american. A devenit recunoscut ca solist după ce a interpretat și compus partea muzicală a cântecelor „Nothin' on You” de  B.o.B și „Billionaire” de Travie McCoy. De asemenea a ajutat la compunerea unor hituri precum „Right Round” de Flo Rida, împreuna cu Kesha, și „Wavin' Flag” de K'naan.
Hernandez a primit mai multe nominalizări la Billboard Music Awards, printre care: Top Hot 100 Song, Top Pop Song și Top Streaming Song (Audio) pentru „Just The Way You Are”, Top New Artist, Top Hot 100 Artist și Top Male Artist pentru „El însuși”. Munca sa a fost de asemenea recunoscută la Premiile Grammy 2011 cu nominalizarea pentru Record of the Year și Song of the Year pentru „Fuck You!”, produs de echipa sa „Smeezingtons”, și cu primirea premului Best Male Pop Vocal Performance pentru melodia „Just The Way You Are”.

## ALMA! Award
| Anul | Lucrare nominalizată | Premiu                     | Rezultat   |
| ---- | -------------------- | -------------------------- | ---------- |
| 2011 | El însuși            | Favorite Male Music Artist | Câștigător |

## American Music Awards
| Anul | Lucrare nominalizată | Premiu                                    | Rezultat     |
| ---- | -------------------- | ----------------------------------------- | ------------ |
| 2011 | El însuși            | Pop or Rock Music: Favorite Male Artist   | În așteptare |
| 2011 | El însuși            | Adult Contemporary Music: Favorite Artist | În așteptare |

## ASCAP Awards
| Anul | Lucrare nominalizată                      | Premiu       | Rezultat   |
| ---- | ----------------------------------------- | ------------ | ---------- |
| 2011 | „Nothin' On You” (în colaborare cu B.o.B) | Top Rap Song | Câștigător |

## BT Digital Music Awards
| Anul | Lucrare nominalizată | Premiu                    | Rezultat   |
| ---- | -------------------- | ------------------------- | ---------- |
| 2011 | El însuși            | Best International Artist | Câștigător |

## BET Awards
| Anul | Lucrare nominalizată                      | Premiu               | Rezultat    |
| ---- | ----------------------------------------- | -------------------- | ----------- |
| 2010 | „Nothin' On You” (în colaborare cu B.o.B) | Best Collaboration   | Nominalizat |
| 2010 | „Nothin' On You” (în colaborare cu B.o.B) | Video of the Year    | Nominalizat |
| 2011 | El însuși                                 | Best Male R&B Artist | Nominalizat |
| 2011 | El însuși                                 | Best New Artist      | Nominalizat |

## BET Hip-Hop Awards
| Anul | Lucrare nominalizată                      | Premiu                       | Rezultat    |
| ---- | ----------------------------------------- | ---------------------------- | ----------- |
| 2010 | „Nothin' On You” (în colaborare cu B.o.B) | Best Hip Hop Video           | Câștigător  |
| 2010 | „Nothin' On You” (în colaborare cu B.o.B) | Reese's Perfect Combo Award  | Nominalizat |
| 2010 | „Nothin' On You” (în colaborare cu B.o.B) | Verizon People's Champ Award | Nominalizat |

## Billboard Music Awards
| Anul | Lucrare nominalizată                      | Premiu                     | Rezultat    |
| ---- | ----------------------------------------- | -------------------------- | ----------- |
| 2011 | El însuși                                 | Top New Artist             | Nominalizat |
| 2011 | El însuși                                 | Top Hot 100 Artist         | Nominalizat |
| 2011 | El însuși                                 | Top Digital Songs Artist   | Nominalizat |
| 2011 | El însuși                                 | Top Male Artist            | Nominalizat |
| 2011 | „Nothin' on You” (în colaborare cu B.o.B) | Top Rap Song               | Nominalizat |
| 2011 | „Just the Way You Are”                    | Top Hot 100 Song           | Nominalizat |
| 2011 | „Just the Way You Are”                    | Top Digital Song           | Nominalizat |
| 2011 | „Just the Way You Are”                    | Top Streaming Song (Audio) | Nominalizat |
| 2011 | „Just the Way You Are”                    | Top Pop Song               | Nominalizat |
| 2011 | „Just the Way You Are”                    | Top Radio Song             | Câștigător  |

## The Brit Awards
| Anul | Lucrare nominalizată | Premiu                         | Rezultat    |
| ---- | -------------------- | ------------------------------ | ----------- |
| 2011 | El însuși            | International Breakthrough Act | Nominalizat |

## Craig Awards
| Anul | Lucrare nominalizată | Premiu           | Rezultat    |
| ---- | -------------------- | ---------------- | ----------- |
| 2010 | EL însuși            | Best Artist      | Nominalizat |
| 2010 | EL însuși            | Best Male Artist | Nominalizat |
| 2010 | EL însuși            | Best Debut       | Nominalizat |

## Echo Awards
| Anul | Lucrare nominalizată | Premiu                      | Rezultat    |
| ---- | -------------------- | --------------------------- | ----------- |
| 2011 | Doo-Wops & Hooligans | Best International Newcomer | Nominalizat |

## Grammy Awards
| Anul | Lucrare nominalizată                      | Premiu                              | Rezultat    |
| ---- | ----------------------------------------- | ----------------------------------- | ----------- |
| 2011 | The Smeezingtons                          | Producer of the Year, Non-Classical | Nominalizat |
| 2011 | „Nothin' on You” (în colaborare cu B.o.B) | Best Rap Song                       | Nominalizat |
| 2011 | „Nothin' on You” (în colaborare cu B.o.B) | Best Rap/Sung Collaboration         | Nominalizat |
| 2011 | „Nothin' on You” (în colaborare cu B.o.B) | Record of the Year                  | Nominalizat |
| 2011 | „Fuck You!”                               | Record of the Year                  | Nominalizat |
| 2011 | „Fuck You!”                               | Best Urban/Alternative Performance  | Câștigător  |
| 2011 | „Fuck You!”                               | Song of the Year                    | Nominalizat |
| 2011 | „Just the Way You Are”                    | Best Male Pop Vocal Performance     | Câștigător  |